# Kurt Reutti

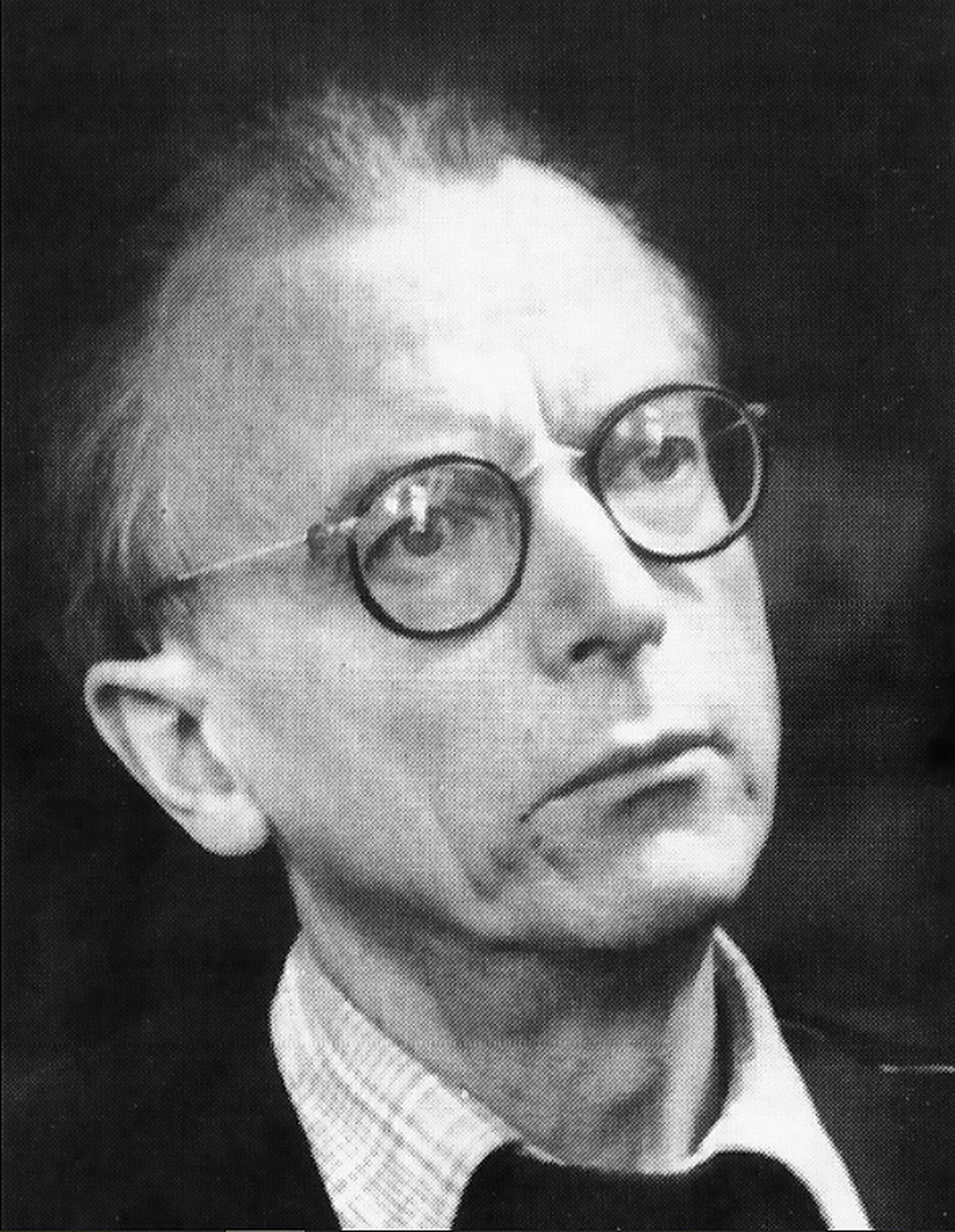
Kurt Reutti 1960 Kunsthalle Bremen

Kurt Reutti (Pseudonym: Karl Rodemann, * 31. März 1900 in Berlin-Schöneberg; † 19. November 1967 in Berlin-Buch) war ein deutscher Maler, Bildhauer, Grafiker, Autor, Kunsthistoriker, Kunstsammler, -stifter und -händler, 1945 freier Angestellter der Zentralstelle zur Erfassung und Pflege von Kunstwerken, 1947 Referent der Abteilung Volksbildung beim Magistrat von Groß-Berlin und Initiator des späteren Berlin Museums.

## Leben und Wirken
Kurt Reutti wurde am 31. März 1900 in Berlin-Schöneberg als jüngster von drei Söhnen, des Ingenieurs Carl Reutti und seiner Ehefrau Martha geb. Schwabe geboren. In seiner Schulzeit besuchte er die Oberrealschule bis zur dreizehnten Klasse. Nach dem Abschluss der Schulzeit nahm er 1919 bis 1921 eine Bürotätigkeit als Angestellter auf, bis Reutti 1921–1924 die Akademie der Künste (Berlin) und die Reimann Schule für angewandte und freie Künste in Schöneberg besuchte. Hier erhielt er seine Ausbildung als Bildhauer und Maler. Zu einem seiner berühmten Lehrer gehörte Moriz Melzer. Anschließend war er bis 1939 freischaffender Maler und Gebrauchsgrafiker.
In den Jahren 1939 bis 1940 diente Reutti vier Monate in einem Landesschützenbataillon des Heeres der Wehrmacht, anschließend war er bis 1945 bei der Firma Essler und Co., in Mühlenbeck, als Betriebstechniker dienstverpflichtet.

## Nach dem Zweiten Weltkrieg

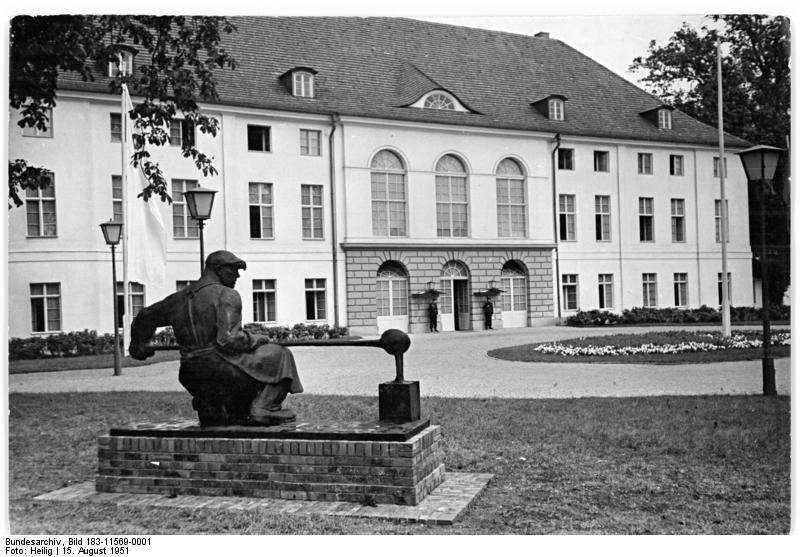
Bundesarchiv Bild 183-11569-0001, Berlin, Schloss Niederschönhausen, Plastik

Nach autobiographischen Angaben war Kurt Reutti im Jahre 1945 zunächst als freischaffender Bildhauer tätig und ehrenamtlicher Kurator des Schlosses Schönhausen, im Auftrage des Finanzamtes für Liegenschaften, eingesetzt.

### Zentralstelle zur Erfassung und Pflege von Kunstwerken
Am 10. August 1945 wurde er freier Mitarbeiter der von Adolf Jannasch geleiteten und beim Magistrat von Groß-Berlin eingerichteten Zentralstelle zur Erfassung und Pflege von Kunstwerken, einer Bergungsstelle für Kulturschätze. Eine spezielle Aufgabe kam im Oktober 1946 auf ihn zu, denn in der sowjetischen Besatzungszone wurde sogenannte Entartete Kunst, im Nachlass von Bernhard Aloysius Böhmer und im Besitz von Ferdinand Gerhard Möller einem Berliner Kunsthändler, gefunden. Ihm oblag die Sicherung gegen Verlagerung und Veräußerung und die Inventarisierung dieser Kunstobjekte.
Kurt Reutti war verheiratet mit Dora geb. Schultz (* unbekannt; † 5. Juni 1975).
Am 24. Oktober 1945 wurde Reutti, damals wohnhaft in Berlin-Niederschönhausen, Buchholzerstraße 12, von der Finanzabteilung des Berliner Magistrats ein Ermächtigungsschreiben ausgestellt, dass ihn berechtigte,

„In den staatlichen Grundstücken und Gebäuden der Stadt Berlin den dort herumliegenden Kunstbesitz sicherzustellen und ihn vor der Zerstörung zu bewahren". Eine ähnliche Bescheinigung wird Reutti auch am 13. November 1946 von der Provinzialverwaltung der Mark Brandenburg - Abt. Volksbildung - ausgestellt. Zusammenfassend bestätigt ihm die Zentralstelle am 8. April 1947 noch einmal, dass er den Auftrag hat, Kunst- und Kulturgut, dass herrenlos ist, zu retten oder es im Zusammenhang mit der Verordnung über die Bodenreform in der Mark Brandenburg unter den Schutz der Provinzialregierung zu stellen.“

Im Zeitraum vom 1. Januar bis 30. April 1950 war er noch als ehrenamtlicher Mitarbeiter der vormals Staatlichen Museen zu Berlin unter Direktor Ludwig Justi tätig. Sein Auftrag, vom 3. Februar 1950, war auch hier die Rückführung und Sicherung von gefährdetem Kunstgut. Nachfolgend hatte sich Reutti bei seinen Vorgesetzten unbeliebt gemacht, da er mehrfach Räume des Museums ohne Erlaubnis betrat, die für die Öffentlichkeit geschlossen waren. Seine weitere freiwilligen Mitarbeit wurde am 16. Mai 1950 abgelehnt und ein Hausverbot für die Staatlichen Museen ausgesprochen.

### Der Kunsthändler Ferdinand Möller
Die Neueröffnung der Nationalgalerie am 18. Juni 1949 zeigte Reutti wie groß die Verluste an Kunstwerken in den Staatlichen Museen war. Durch Abtransport in die Sowjetunion und in die westlichen Besatzungszonen fehlte es auffällig an zeitgenössischer und moderner Kunst. So bemühten sich auch seine Kollegen Adolf Jannasch und Ludwig Justi, um die Eröffnung einer Galerie des 20. Jahrhunderts innerhalb der Sammlung mit Kunstobjekten auszustatten. Da bekannt war, dass Ferdinand Möller in Zermützel Werke Entarteter Kunst aus seinem und aus dem Nachlass von Bernhard A. Böhmer lagerte, wendete sich Reutti mit einem Schreiben an Möller, zur Rückgewinnung des Eigentums den Berliner Museen.

“Der Unterzeichnete stellt seinerzeit im Auftrag der Deutschen Verwaltung für Volksbildung gemäß der Anordnung der SMA Karlshorst Kunstwerke sicher, die im Rahmen der Aktion Entartet Kunst von der Hitlerregierung den deutschen Museen entfremdet worden waren. Unter diesen bei Ihnen lagernden Beständen befinden sich auch Werke der Berliner Museen, und zwar Ölbilder, Graphik und Plastiken, die wir nun mehr, wie es in der Anordnung der SMA vorgesehen war unseren Museen wieder zuführen wollen. Der Unterzeichnete wird sich erlauben, in nächster Zeit bei Ihnen vorzusprechen, um die den Berliner Museen gehörenden Kunstwerke abzuholen. Die Werke bleiben bis zur Klärung aller Fragen im Besitz der Deutschen Verwaltung und werden den Berliner Museen als Leihgaben übergeben. Da der ganze Fragenkomplex der Entschädigung noch nicht geregelt ist, bitten wir Sie, uns Vorschläge zu machen, wie Sie sich eine Entschädigung vorstellen.”

Letztendlich entzog Ferdinand Möller die Kunstwerke durch seine Übersiedelung 1949, aus der sowjetischen in die westliche Besatzungszone, nach Köln.

### Der Löwe, ein Fundstück 1949
Kurt Reutti hatte 1949 ein Fundstück katalogisiert: „Großer liegender Panther, Marmor. Sichergestellt aus einem Garten in der Voßstraße“.
Dieser Panther entpuppte sich später als Löwe aus Kalkstein und wurde nach Reuttis Bergung und Übergabe auf der Berliner Museumsinsel eingelagert.
Durch Nachforschungen im Jahre 2010, durch Petra Winter Leiterin der Provenienzforschung der Staatlichen Museen Berlin, konnte er als Nachlass vom jüdischen Verleger Rudolf Mosse identifiziert werden. Dies führte zur Suche in Berliner Museen nach weiteren durch die Nazis 1933 beschlagnahmten Kunstsammlungsgegenstände der Mosse Erben Adoptivtochter Felicia Lachmann-Mosse, ihrem Ehemann und ihrer drei Kindern. Ihnen als Juden war in dieser Zeit die Auswanderung in die Schweiz gelungen.
Der Löwe von August Gaul steht seit 2019 in der oberen Eingangshalle der James-Simon-Galerie auf der Museumsinsel. Zuvor wurden wiedergefundene Kunstwerke der Mosse-Sammlung in den Jahren 2015 und 2016 an die Mosse Erben rückübertragen oder angekauft.

### Dokumentation über die Zerstörung des Berliner Schlosses

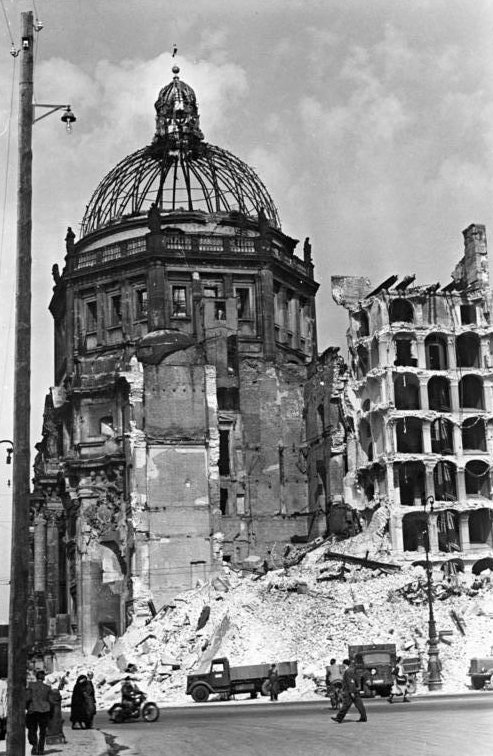
Bundesarchiv Bild 183-07964-0001, Berlin, Berliner Schloss, Ruine

Die letzten Aktivitäten in Ost-Berlin richtete Reutti auf die fotografische Dokumentation der Zerstörung des Berliner Stadtschlosses und siedelte dann mit seiner Frau am 13. Dezember 1950 nach West-Berlin in die Nassauische Straße 16 a (Stadtbezirk Berlin-Wilmersdorf), über. Hier betätigte er sich als Helfer im Schloss Charlottenburg, beim Einrichten eines Zentraldepots für die Pflege von geretteter Kunst. Gleichzeitig stellt er, im Auftrag des Bundesministeriums für Gesamtdeutsche Fragen, sein Material über den Abriss des Stadtschlosses zusammen und veröffentlichte 1951 die Dokumentation unter dem Titel Das Berliner Schloss und sein Untergang.
Reutti wendete sich im Jahre 1951 mit einem Vorschlag an den Senator für Volksbildung Joachim Tiburtius. Sein Plan bestand darin, einen Raum im Schloss Charlottenburg für eine Bildergalerie zerstörter Kulturdenkmale Berlins, zu schaffen. In einem Antwortschreiben vom 18. August 1951 bat ihn Kunsthistorikerin Irene Kühnel-Kunze, um die Abstimmung eines Gesprächstermins mit Margarete Kühn, der Direktorin der preußischen Schlösserverwaltung, die ähnliche Pläne verfolgte.

### Abschluss seiner Tätigkeit für die öffentliche Hand
Mit der Erstellung einer Generalliste für alle für die öffentliche Hand gerettete Kunstwerke im Osten, schloss Reutti seine Tätigkeit 1955 auf diesem Gebiet ab und wendete sich wieder seinem bildhauerischen Schaffen zu.
Als Experte war Reutti aber noch immer ein wertvoller Ansprechpartner für Fragen der Nachkriegsgeschichte des Denkmal- und des Museumsschutzes. Bei öffentlichen Initiativen, wie Kritiken am Architekturwettbewerb Hauptstadt Berlin und der Kulturpolitik der DDR war Reutti dabei und gilt als Initiator des späteren Berlin-Museums.
Kurt Reutti und seine Frau Dore traten 1967 als Stifter für die Kunsthalle Bremen hervor. Sie übergaben der Sammlung über 450 Druckgrafiken sowie sämtliche Bücher Ernst Barlachs und seine illustrierten Mappenwerke. In einer zweiten Stiftung 1975 wurden aus Kurt und Doras Nachlass 13 Skulpturen von Barlach an die Kunsthalle übergeben.
Kurt Reutti verstarb am 9. November 1967 in Berlin-Buch.

## Nachwort
In einem Schreiben vom 9. März 1975 an Dora Reutti, würdigte Martin Sperlich ihren Ehemann Kurt Reutti:

„"… Ich habe Ihren Mann gut gekannt und oft Gelegenheit gehabt, sein erstaunliches Präsenzwissen zum Schicksal der umgetriebenen Berliner Kunstwerke zu bewundern, ja manchmal, wenn seine Kenntnis auch entlegenster Details ins schlechthin Phantastische einschnitt, fassungslos zu belächeln. Seine von grenzenlosem Temperament angetriebene Arbeitsleistung, deren Ursache und Ziel nichts anderes war, als die Rettung öffentlichen Kunstbesitzes, seine rigorose Ehrenhaftigkeit, die ihn Feindschaften männlich in Kauf nehmen ließ, haben in eigenem Auftrag eine Leistung erbracht, die nur dem Kundigen sichtbar, Kunstwerke, Dokumente und Faktenwissen zur Kunst und Stadtgeschichte aufbewahrt hat, ohne die unsere Kunstwerke beträchtlich geringer wäre …".“

## Werke
- Ernst Barlach in Berlin Bildwerke und Zeichnungen, Ausstellung im Haus am Lützowplatz 6. Mai – 30. Juni 1964
- Das Berliner Schloss und sein Untergang – ein Bildbericht über die Zerstörung Berliner Kulturdenkmäler – Im Auftrag des Bundesministeriums für gesamtdeutsche Fragen. Rodemann, Karl (Hg), Verlag Tauber, Berlin 1951

### Erinnerungen von Kurt Reutti Gesamtarchivalien Geheimes Staatsarchiv Preußischer Kulturbesitz
- Geheimes Staatsarchiv Preußischer Kulturbesitz (GStA PK), VI. HA, Nl Reutti, K., Nr. 1 Kurt Reutti, Erinnerungen. Bd. 1S. 1-25
- GStA PK, VI. HA, Nl Reutti, K., Nr. 2 Kurt Reutti, Erinnerungen. Bd. 2 S. 252-496
- GStA PK, VI. HA, Nl Reutti, K., Nr. 3 Konzepte und Unterlagen Reuttis zu verschiedenen Kapiteln seiner Erinnerungen
- GStA PK, VI. HA, Nl Reutti, K., Nr. 4 Konzepte und Unterlagen Reuttis zu verschiedenen Kapiteln seiner Erinnerungen
- GStA PK, VI. HA, Nl Reutti, K., Nr. 5 Zeitungsausschnitt-Sammlung zu den Themen: - Baudenkmäler Berlin (v. a. Stadtschloss), - Kunstraub, - Neugestaltung von Berlin-Mitte
  - GStA PK, VI. HA, Nl Reutti, K., Nr. 6 Korrespondenz, Teil I
  - GStA PK, VI. HA, Nl Reutti, K., Nr. 7 Korrespondenz, Teil II
  - GStA PK, VI. HA, Nl Reutti, K., Nr. 8 Fotoalbum des zerstörten Ägyptischen Museums